# خوناس گوتیرز
خوناس مانوئل گوتیرز (اسپانیایی: Jonás Manuel Gutiérrez‎؛ زادهٔ ۵ ژوئیهٔ ۱۹۸۳) بازیکن فوتبال اهل آرژانتین است.
از باشگاه‌هایی که در آن بازی کرده‌است می‌توان به ولز سارسفیلد، مایورکا، نیوکاسل یونایتد، نوریچ سیتی، دپورتیوو لاکرونیا و ایندپندینته اشاره کرد.
وی همچنین در تیم ملی فوتبال آرژانتین بازی کرده‌است.